# ریچارد جیمز مید
ریچارد جیمز مید (انگلیسی: Richard Meade, 4th Earl of Clanwilliam; ۳ اکتبر ۱۸۳۲ – ۴ اوت ۱۹۰۷) افسر نیروی دریایی پادشاهی بریتانیا بود. به عنوان یک افسر جزء، در نبرد نهر اسکیپ و در نبرد نهر فتشان در طول نبرد علیه دزدان دریایی چینی خدمت کرد. او همچنین در نبرد کانتون، جایی که به شدت زخمی شد، در طول جنگ دوم تریاک شرکت کرد.
مید به عنوان یک افسر ارشد، فرمانده ناوگان ذخیره بخار در پورتسموث، فرمانده اسکادران پرواز و فرمانده کل قوا، ایستگاه آمریکای شمالی و هند غربی شد. آخرین انتصاب او به عنوان فرمانده کل پورتسموث بود.